# Hanns Braun
Johannes („Hanns”) Braun (ur. 26 października 1886 w Wernfels (obecnie Spalt), zginął 9 października 1918 w okolicy Croix-Fonsomme we Francji) – niemiecki lekkoatleta średniodystansowiec, trzykrotny medalista olimpijski.

## Życiorys
Na igrzyskach olimpijskich w 1908 w Londynie Braun zdobył brązowy medal w biegu na 800 metrów, a także srebrny w sztafecie olimpijskiej, która składała się z biegów na odcinkach o długości kolejno 200 m + 200 m + 400 m + 800 m. Biegł w niej na ostatniej zmianie. Startował także w biegu na 1500 metrów, ale odpadł w przedbiegu.
Na igrzyskach olimpijskich w 1912 w Sztokholmie zdobył srebrny medal w biegu na 400 metrów, w którym prowadził przez większość dystansu, ale na ostatnim wirażu został wyprzedzony przez Charlesa Reidpatha ze Stanów Zjednoczonych. Zajął również 6. miejsce w biegu na 800 metrów, a niemiecka sztafeta 4 × 400 metrów z jego udziałem odpadła w przedbiegu.
W 1909, 1911 i 1912 Braun zwyciężał w mistrzostwach Wielkiej Brytanii (AAA) na 880 jardów. Był również mistrzem Niemiec na 400 m w 1919, 1910 i 1912.
Studiował rzeźbiarstwo w Monachium oraz architekturę w Berlinie. Podczas I wojny światowej służył jako pilot myśliwski. Zginął podczas wypadku lotniczego, gdy jego samolot zderzył się z innym z tej samej eskadry. Został pochowany w Belgii na cmentarzu wojennym we Vladslo.

## Rekordy życiowe
- bieg na 400 metrów – 48,3 (1912) były rekord Niemiec, poprawiony w 1927 przez Joachima Büchnera (48,2)
- bieg na 800 metrów – 1:54,9 (1912) były rekord Niemiec, poprawiony w 1926 przez Ottona Peltzera (1:51,6)

Braun był także rekordzistą kraju w sztafecie 4 × 400 metrów (3:28,5 w 1912). Ustanowił także jeden rekord świata w hali na dystansie 1000 metrów z czasem 2:39,0.